# Antonio Campos
Pour l'acteur chilien, voir Antonio Campos (acteur).
Antonio Campos, né le 24 août 1983 à New York est un producteur, scénariste et réalisateur américain d'origine brésilienne, notamment connu pour sa collaboration avec Sean Durkin et Brady Corbet.

## Biographie
Il est le fils du présentateur de télévision brésilien Lucas Mendes et d'une mère italo-américaine. Après avoir étudié à la Tisch School of the Arts de l'université de New York, il fonde Borderline Films en 2003 avec ses collègues Sean Durkin et Josh Mond avec lesquels il a partagé le New Generation Award de la Los Angeles Film Critics Association en 2011. Fin 2011, un accord de distribution de deux ans est signé entre Borderline Films et Fox Searchlight Pictures. Auparavant, Campos avait été désigné par Variety en 2009 comme l'un des dix réalisateurs à suivre .

## Filmographie

### Comme producteur
- 2005 : Buy It Now (court)
- 2006 : Doris (court)
- 2007 : The Last 15 (court)
- 2010 : Mary Last Seen (court)
- 2010 : Two Gates of Sleep  (producteur associé)
- 2011 : Martha Marcy May Marlene

### Comme réalisateur et scénariste
- 2002 : I Pandora (court)
- 2005 : Buy It Now (court)
- 2007 : The Last 15 (court)
- 2008 : Afterschool
- 2012 : Simon Killer
- 2016 : Christine (uniquement réalisation)
- 2020 : Le Diable, tout le temps (The Devil All The Time)

## Distinctions
- 2005 : Prix du public pour Buy It Now à CineVegas ;
- 2005 : Prix de la Cinéfondation au festival de Cannes 2005 pour Buy It Now ;
- 2009 : Prix spécial du jury (narration expérimentale) pour Afterschool au Festival du film de Nashville ;
- 2011 : New Generation Award par la Los Angeles Film Critics Association (partagé).